# TopCoder
O TopCoder é uma empresa que administra competições de programação. Ele hospeda quinzenalmente competições de algoritmos online, conhecidas como SRMs (Single Round Matches), assim como competições semanais em design e desenvolvimento. O trabalho em design e desenvolvimento produz softwares úteis que são licenciados para lucro pelo TopCoder. Os competidores envolvidos na criação desses componentes recebem royalties baseados nessas vendas. Os programas resultantes de competições de algoritmos e partidas de maratona menos frequentes não são geralmente reutilizáveis, mas os patrocinadores fornecem ocasionalmente dinheiro para pagar aos vencedores.